# Adoxomyia appressa
Adoxomyia appressa är en tvåvingeart som beskrevs av James 1935. Adoxomyia appressa ingår i släktet Adoxomyia och familjen vapenflugor. Inga underarter finns listade i Catalogue of Life.